# Ерішум II
Ерішум II — правитель стародавнього Ашшур у XIX столітті до н. е. Був повалений Шамші-Ададом I